# 2010年冬季奥林匹克运动会中国香港代表团

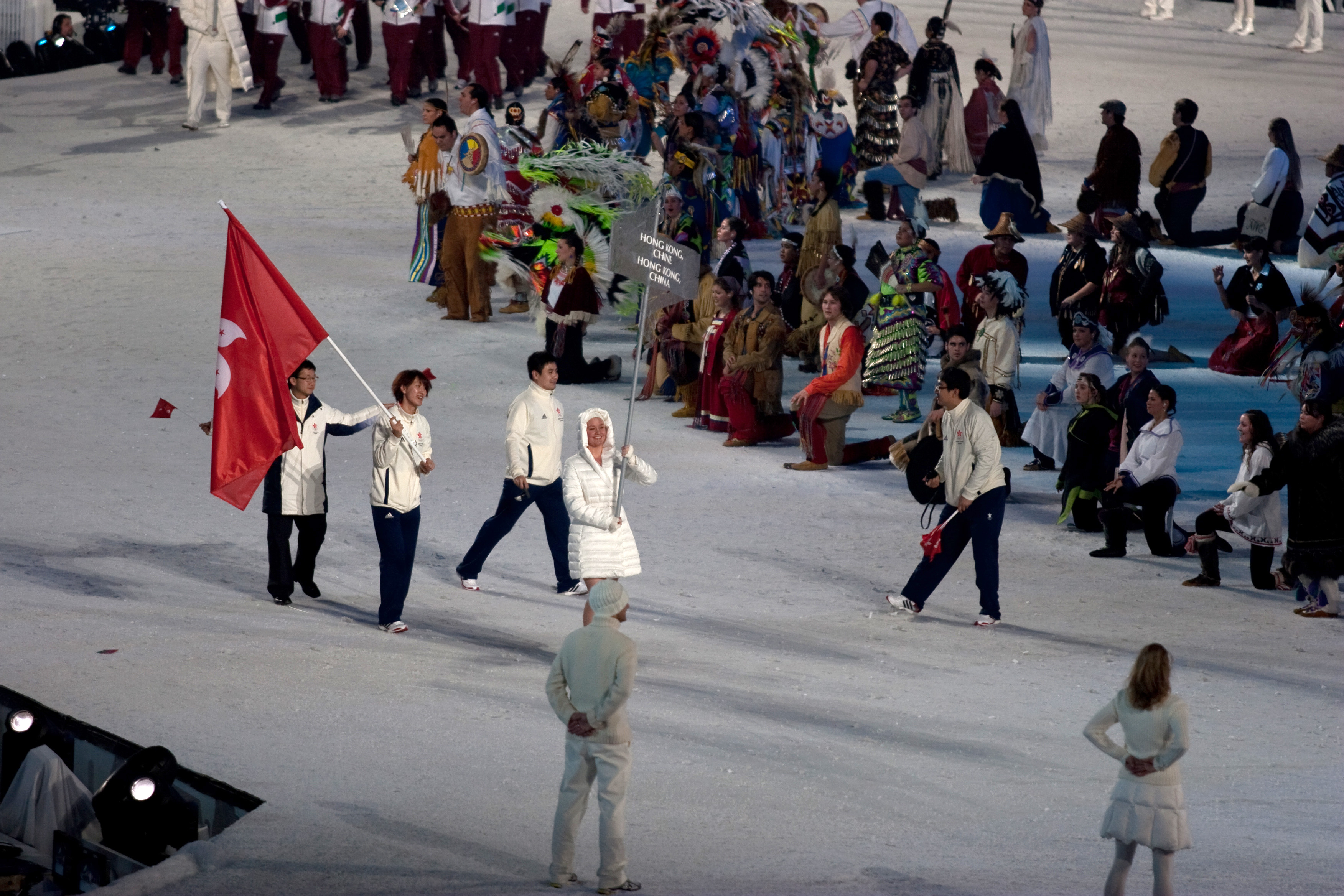
開幕式進場人員

香港於2月12至28日派出使用「中國香港」（法語：Hong Kong, Chine）名義的代表團參與加拿大不列颠哥伦比亚省溫哥華舉行的2010年冬季奥林匹克运动会。是為香港第3次參與冬季奧運會，代表團選手僅有1位，為短道速滑選手韓月雙。韓月雙本屆最佳成績為女子500公尺比賽第24位。

## 背景
香港於1952年首度參與夏季奥林匹克运动会，除抵制1980年莫斯科奧運會外每屆都有參與。香港當時由英國統治，直至1997年被移交至中華人民共和國。之後香港仍有權單獨派出代表團參與奧運會及其他國際體育賽事。香港於2002年鹽湖城首度參與冬季奧運會以來，從未獲得冬季奧運會獎牌。2010年溫哥華奧運會中國香港代表團團長為中國香港體育協會暨奧林匹克委員會副會長余國樑，選手僅有1位，為短道速滑選手韓月雙。韓月雙同時獲選為開幕式與閉幕式掌旗官。

## 短道速滑
韓月雙參與溫哥華奧運會時為27歲，曾作為2006年冬奧會中國香港代表團唯一選手參賽。本屆獲參賽資格者本為王馨悅，但王馨悅自中国大陆黑龙江省移居香港未滿7年，未取得中華人民共和國香港特別行政區護照，無權代表中國香港，遂改由已取得香港護照的韓月雙參賽。韓月雙賽前在黑龍江省接受訓練，由於原訓練計畫基於王馨悅等而準備倉促。韓月雙在開幕式後感冒而帶病參賽。韓月雙在本屆參與500公尺、1,000公尺、1,500公尺共3小項比賽，在2月12日500公尺比賽進入第8輪預賽，以48秒獲第3位，未晉級四分之一決賽，最終列第24位；在20日1,500公尺比賽第2輪預賽以2分35秒墊底，最終列第32位；在24日1,000公尺比賽以1分38秒獲第7輪預賽第4位，最終列第27位。
| 運動員 | 項目          | 預賽     | 預賽 | 四分之一決賽 | 四分之一決賽 | 半決賽 | 半決賽 | 決賽   | 決賽 |
| 運動員 | 項目          | 成績     | 排名 | 成績         | 排名         | 成績   | 排名   | 成績   | 排名 |
| ------ | ------------- | -------- | ---- | ------------ | ------------ | ------ | ------ | ------ | ---- |
| 韓月雙 | 女子500公尺   | 48.625   | 3    | 未晉級       | 未晉級       | 未晉級 | 未晉級 | 未晉級 | 24   |
| 韓月雙 | 女子1,000公尺 | 1:38.115 | 4    | 未晉級       | 未晉級       | 未晉級 | 未晉級 | 未晉級 | 27   |
| 韓月雙 | 女子1,500公尺 | 2:35.742 | 6    | 未晉級       | 未晉級       | 未晉級 | 未晉級 | 未晉級 | 32   |